# 昭和医科大学の人物一覧
昭和医科大学の人物一覧（しょうわいかだいがくのじんぶついちらん）は、昭和医科大学およびその前身校に関係する人物の一覧記事。

## 教職員
Category:昭和医科大学の教員も参照

### 医学部
- 有賀徹 - 救急医学講座主任、初代労働者健康安全機構理事長
- 岩波明 - 医学部精神医学教室准教授
- 岡井崇 - 産婦人科学教室主任教授、作家
- 小濱正博 - 外科医、NPO法人MESHサポート理事長
- 二木芳人 - 内科学講座臨床感染症学部門客員教授
- 山田朱織 - 医学部第1解剖学兼任講師
- 加藤俊徳 - 客員教授

### 歯学部
- 岡野友宏 - 口腔病態診断科学講座歯科放射線医学部門 教授
- 佐藤裕二 - 高齢者歯科学教室 教授
- 新谷悟 - 元顎口腔疾患制御外科学講座 教授
- 久光久 - う蝕・歯内治療学 教授
- 槇宏太郎 - 歯科矯正学教室 教授
- 向井美惠 - 口腔衛生学講座 教授
- 和久本貞雄 - 元歯学部長

## 出身者
Category:昭和医科大学出身の人物も参照

### 政界
- 菅波茂 - 自由民主党元衆議院議員、医師
- 渡嘉敷奈緒美 - 厚生労働副大臣、自由民主党衆議院議員、薬剤師

### 財界
- 高須克弥 - 美容整形外科医、高須クリニック院長
- 武田三一 - 元北海道医師会長
- 富山睦浩 - サツドラホールディングス創業者・会長

### 研究者・学者
- 氏家無限 - 医師、医学博士、国立国際医療研究センタートラベルクリニック医長、予防接種支援センター長
- 大友克之 - 朝日大学学長、明海大学理事、北京大学客員教授
- 五味常明 - 流通経済大学スポーツ健康学部客員教授
- 小林基弘 - 福井大学医学部教授（2018年よりCALLとしての音楽活動も再開）
- 陳明裕 - 歯科医師、ニューヨーク州立大学バッファロー校歯学部矯正科客員教授、日本成人矯正歯科学会常務理事
- 服部幸應 - 料理研究家、服部学園理事長（博士課程修了）
- 水野泰孝 - 医師、医学博士、グローバルヘルスケアクリニック・院長
- 堀泰典 - 日本初の博士（医学・歯学・薬学）取得者、島根県奥出雲町初代最高名誉顧問、島根県雲南市初代特別名誉顧問、昭和大学医学部客員教授、昭和大学薬学部客員教授、国際NGO国連支援交流協会最高顧問

### 文学
- 斎藤茂太 - 精神科医、エッセイスト
- 志賀貢 - 医師、作家、エッセイスト
- 見川鯛山 - 医師、作家（昭和医学専門学校卒）

### 芸術
- タニノクロウ - 医師、劇作家、演出家
- 一青妙 - 歯科医師、女優
- 矢作有紀奈 - 歯科医師（SKE48の元メンバー）

### 芸能
- 本田昌毅 - 美容外科医、精神科医、タレント
- 大久保一久 - フォークシンガー、元風・猫、薬剤師

### その他
- 片山文彦 - 神職、花園神社宮司